# Преподобний Ілля Муромець

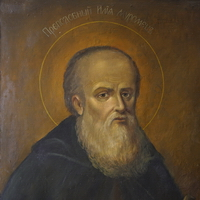
Прп. Ілля з граду Мурома

Преподобний Ілля Муромець, також відомий як святий Ілля Муромець Києво-Печерський — преподобний чудотворець Києво-Печерської обителі. Угодник Божий преподобний Ілля Муромець, на прізвисько Чобіток( Чобіт ), жив у XII столітті і помер ченцем Києво-Печерської лаври близько 1188 року. Канонізований у 1643 році. Мощі преподобного Іллі спочивають в Антонієвих печерах Свято-Успенської Києво-Печерської лаври.
Вважається можливим прототипом билинного героя Іллі Муромця.

## Житіє
Преподобний Ілля Муромець, угодник Божий на прізвище Чобітько, жив у XII столітті і помер ченцем Києво-Печерської лаври близько 1188 року. За свої ратні звитяги на терені захисту православної віри й рідної землі Ілля Муромець був зарахований до лику святих і похований в печерах Києво-Печерської лаври. Достовірних відомостей про житіє цього святого збереглося до нашого часу вкрай мало. Відсутність у Києво-Печерському Патерику житія преподобного Іллі свідчить про те, що в чернецтві він встиг провести не так багато часу. Припускають, що постриг Іллі Муромця відбувся в часи ігуменства преподобного Полікарпа Печерського (1164—1182). Упокоївся близько 1188 року. Його нетлінні мощі до нашого часу покояться в Антонієвих печерах.

### Пізніші друковані джерела
Описи житія Києво-Печерського ченця Іллі Муромця свідомо чи несвідомо, але в багатьох випадках переплітаються з відомостями про життя героя билинного епосу з таким же іменем — Іллі Муромця.
Прізвисько «Муромець» дало підставу деяким історикам стверджувати, що він походив із Мурома чи Моровійська. Можливо, це прізвисько йому було дане пізніше з огляду на те саме ім'я, що мав билинний герой Ілля Муромець. Деякі прикмети цього світського героя приписували преподобному Іллі. В «Православній богословській енциклопедії» преподобного названо «Ілля Чобіток».
Короткі відомості про Іллю Муромця (Чобітка) містяться в праці українського релігійного історика, насельника Києво-печерської обителі Афанасія Кальфойського «Тератургіма». В книзі, яка була видрукувана польською мовою в 1638 році у Лаврській друкарні, згадується богатир Чобітько, чиї мощі зберігалися в Антонієвій печері Києво-печерського монастиря і що цей чернець на ім'я Ілля Муромець жив у монастирі 450 років тому (тобто у 1188 році).

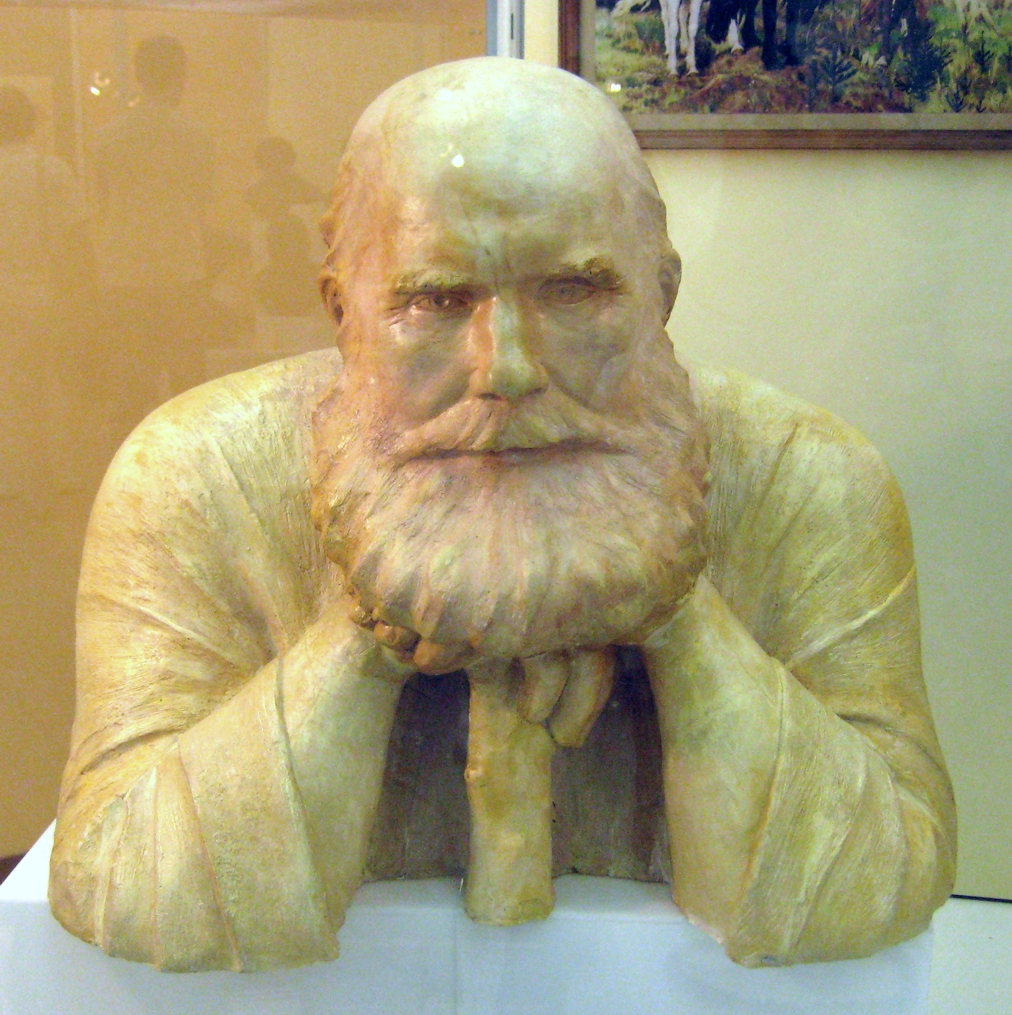
Реконструкція вигляду преподобного Іллі по черепу за методом Герасимова

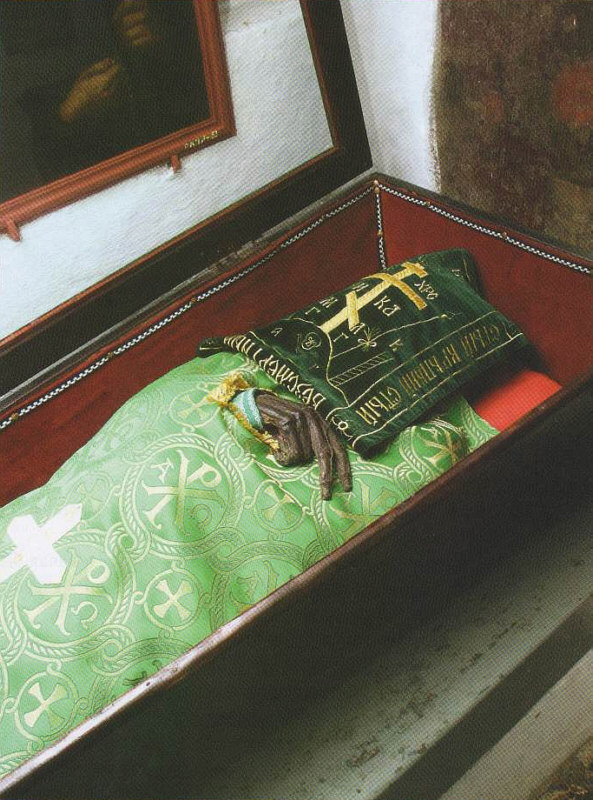
Мощі Іллі Муромця в Антонієвих печерах

Згідно з сучасними релігійними джерелами, до постригу Ілля Муромець був дружиником князя Володимира Мономаха, славився ратними подвигами і небаченою силою. Свою силу воїн використовував тільки для боротьби з ворогами Батьківщини, захисту людей та відновлення справедливості. Після отримання в одному з боїв з половцями важкого поранення та підкоряючись заклику душі, Ілля став ченцем в Києво-Печерському монастирі та дав обітницю ніколи не брати зброю до рук. Проте коли святій обителі загрожувала небезпека від набігів чужинців порушив її — взяв до рук меча для захисту монастиря та братії та отримав смертельну рану в груди. Чернець Києво-Печерський Ілля, маючи невиліковну рану, упокоївся в монастирі Преподобного Антонія у 1188 році.

### Наукові дослідження мощей Іллі Печерського
У 1988 році міжвідомча комісія Міністерства охорони здоров'я УРСР провела дослідження мощей преподобного Іллі. Дослідження були комплексними і тривали три роки. У них брали участь співробітники Київського медичного інституту з кафедр судової медицини, анатомії, рентгенології, біохімії, гігієни, Інституту геології Академії наук (в цьому інституті проводилося дослідження з датування останків) та інші.
За даними досліджень учених Ілля Печерський за життя мав дуже високий зріст (177 см при середньому сучасників 160—165 см) і кремезну статуру, мав дуже розвинуті м'язи і неабияку фізичну силу. Вік небіжчика 40-45 років. При рентгенологічному дослідженні виявлені ознаки акромегалії, (акромегалоїдні люди мають непропорційно великі частини тіла, кремезні), а також те, що чернець за життя хворів на дуже рідку хворобу спонділаартроз (ця хвороба дещо схожа на радикуліт і може обмежувати рухливість ніг, тобто легенди про «тридцять три роки на печі» можуть мати реальне підґрунтя). Кістки святого мають сліди численних переломів. Не викликала сумніву у науковців і причина смерті — велика глибока рана в області серця. Такі рани могли залишити або дворучна сокира або спис. Крім обширної рани в лівій частині грудей, тіло має глибоку округлу рану на лівій руці — створюється враження, що чернець прикрив груди рукою, і ударом списа чи іншої зброї вона була пробита до серця.
Точну дату смерті науковці встановити не змогли, але за їх твердженнями це друга половина XII століття. Таким чином, версія про те, що Ілля Муромець перебував на службі у Володимира Мономаха є хибною, адже той помер у 1125 році. Науковці припускають, що Ілля Муромець отримав смертельну рану у 1203 році, коли князь Рюрик Ростиславич разом з Ольговичами та половецькою ордою здобув і розграбував Київ.

## Канонізація
Преподобний Ілля Муромець був канонізований у 1643 році разом з ще шістдесятьма дев'ятьма угодниками Києво-Печерської лаври. В акафісті всім Печерським преподобним сказано: «Радуйся, Ілле, бо за подвиги стриманості й безстрашності ти в благодать зодягнувся».
До преподобного Іллі Муромця, як до мужнього воїна Христового, молитовно звертаються християни бажаючи отримати поміч у боротьбі з ворогами видимими і невидимими.

## Цікаві факти
Преподобний Ілля спочиває в молитовному положенні, склавши пальці правої руки двоперстно. Противники ніконіанства цей факт використовують як аргумент на користь старого двоперстного хресного знамення.
Щороку в день пам'яті преподобного, 19 грудня, рано-вранці біля його мощей проводиться богослужіння, під час якого раку відкривають, і дають віруючим потриматися за праву руку святого. Вона завжди тепла.